# Iteaphila triangula
Iteaphila triangula är en tvåvingeart som först beskrevs av Daniel William Coquillett 1900.  Iteaphila triangula ingår i släktet Iteaphila, ordningen tvåvingar, klassen egentliga insekter, fylumet leddjur och riket djur. Inga underarter finns listade i Catalogue of Life.